# Макара Володимир Арсенійович
Володимир Арсенійович Макара (15 березня 1945, Київ — 25 вересня 2020, Київ) — український фізик-матеріалознавець, педагог. Доктор фізико-математичних наук (1986), професор (1988). Керівник наукової школи з фізичного матеріалознавства неоднорідних систем, розробник технології виготовлення складових кремнійових структур.
Понад півстоліття — педагог Київського державного (пізніше — національного) університету імені Тараса Шевченка (1967—2020), з яких 32 роки — завідувач кафедри фізики металів. Автор понад 400 наукових робіт, зокрема близько 15 авторських свідоцтв на винаходи. Учень професора Петра Кузьменка.
Лауреат Державної премії УРСР в галузі науки і техніки (1987). Соросівський професор (1998), заслужений діяч науки і техніки України (2005), заслужений професор КНУ імені Тараса Шевченка (2009).

## Життєпис
Народився 15 березня 1945 року у Києві. Батько — науковець-зварювальник, металознавець, доктор технічних наук Арсеній Макара (1916—1975).
У 1967 році закінчив кафедру рентгенометалофізики (пізніше — кафедра фізики металів) фізичного факультету Київського державного (пізніше — національного) університету імені Тараса Шевченка (КДУ, КНУ). Учень професора Петра Кузьменка.
Через три роки закінчив аспірантуру при кафедрі та здобув науковий ступінь кандидата фізико-математичних наук, захистивши дисертацію на тему «Исследование влияния локальных дефектов на динамическое поведение дислокаций в кристаллах хлористого натрия и хлористого калия».
Відтоді ж — молодший, пізніше старший науковий співробітник КДУ. З 1975 року — завідувач кафедри природничих дисциплін підготовчого відділення. Паралельно — педагог кафедри фізики металів, на якій займався активною науково-дослідною роботою.
З 1986 по 1988 роки — завідувач підготовчого відділення. У тому ж 1986 році здобув науковий ступінь доктора фізико-математичних наук, захистивши дисертацію на тему «Эволюция дислокационной структуры и механизмы деформации многослойных полупроводниковых систем».
З 1988 року до кінця життя — завідувач кафедри фізики металів. З 1990 по 1997 роки — проректор з наукової роботи КНУ. У 1997 році заснував та до кінця життя очолював Навчально-науковий центр «Фізико-хімічне матеріалознавство» Національної академії наук України. З 2010 року — співзасновник та перший генеральний директор Наукового парку КНУ.

Могила Володимира Макари та його родини, Байкове кладовище

Працював до останніх днів життя. Раптово помер на 76-му році життя 25 вересня 2020 року. Похований разом з родиною на Байковому кладовищі (ділянка № 47, 50°25′10.22″ пн. ш. 30°30′8.79″ сх. д. / 50.4195056° пн. ш. 30.5024417° сх. д.).

## Наукова та організаторська діяльність
Розробник технології виготовлення складових кремнійових структур. Автор понад 400 наукових робіт, зокрема близько 15 авторських свідоцтв на винаходи. Науковий керівник майже 40 докторів та кандидатів наук. Серед учнів Володимира Макари — науковці Микола Захаренко, Михайло Семенько, Олеся Наконечна, Олексій Попов, Арам Шірінян.
У 1987 році, разом з колегами, нагороджений Державною премією УРСР в галузі науки і техніки — «за цикл робіт „Розробка фізичних основ міцності ковалентних кристалів і оптимізація на цій основі технологій виготовлення напівпровідникових структур мікроелектроніки“».
На посаді завідувача кафедри фізики металів, зокрема, керував науковою школою з фізичного матеріалознавства неоднорідних систем, організував підготовку студентів-магістрів за спеціалізацією «Фізика наноструктур в металах та кераміках». Як проректор з наукової роботи, посилював розвиток наукової діяльності на гуманітарних факультетах, залучав альтернативні джерела фінансування науково-педагогічного складу в умовах масштабних затримок заробітних плат.
З 1992 року — член-кореспондент Національної академії наук України, член відділення ядерної фізики та енергетики.
Понад 20 років — голова спеціалізованої вченої ради із захисту докторських і кандидатських дисертацій при КНУ, член такої ж спеціалізованої вченої ради при Інституті проблем матеріалознавства імені І. М. Францевича НАН України. Член Товариства дослідників матеріалів (США). Організатор «Олімпіад бакалаврів» на фізичному факультеті КНУ.

## Науковий доробок (частковий)
- Исследование влияния локальных дефектов на динамическое поведение дислокаций в кристаллах хлористого натрия и хлористого калия: диссертация кандидата физико-математических наук : 01.00.00 / В. А. Макара. — Киев, 1971. — 248 с. : ил.
- Исследование влияния взаимодействия дислокаций со стопорами на характер их движения в щелочно-галлоидных кристаллах / А. И. Ландау, В. А. Макара, Н. Н. Новиков ; АН СССР. Физико-техн. ин-т низких температур. — Препринт. — Харьков: [б. и.], 1972. — 43 с. : ил.; 20 см.
- Изучение характера движения коротких дислокационных сегментов в кристаллах с высокими барьерами Пайерлса / В. А. Макара. — Киев: Ин-т электросварки, 1986. — 52, [1] с. : граф.; 20 см.
- Зв'язок між електронною структурою атомів, кристалічною структурою і магнітними властивостями в металах. К., 1995
- Вплив водних розчинів та хімічної обробки на магнітомеханічний ефект // Макара В. А., Стебленко Л. П., Кольченко Ю. Л., Науменко С. М., Волкова Т. В., Стельмах О. І.; Фізика і хімія твердого тіла. — 2006. — т. 7, № 1. — C. 131—137.
- Про роль атомів бору в формуванні електронної структури аморфних сплавів на основі заліза / І. В. Плющай, М. І. Захаренко, В. А. Макара // Доповiдi Національної академії наук України. — 2007. — № 1. — С. 100—104.
- Фотопровідність кремнію в умовах магнітного впливу / В. А. Макара, Л. П. Стебленко, А. О. Подолян, А. М. Курилюк, Ю. Л. Кобзар, С. М. Науменко // Доповiдi Національної академії наук України. — 2008. — № 10. — С. 91-95.
- Особливості тензорезистивного ефекту аморфних металевих сплавів при різних типах деформації / М. П. Семенько, М. І. Захаренко, В. А. Макара // Доповiдi Національної академії наук України. — 2008. — № 7. — С. 99-104.
- Фазові рівноваги в багатій на нікель області концентрацій системи Ni–B–C при нормальному тиску (900 °С) та при 7,7 ГПа (1200 °С) / В. Г. Кудін, О. С. Осіпов, Н. М. Білявина, В. Я. Марків, В. А. Макара, В. М. Ткач // Доповiдi Національної академії наук України. — 2009. — № 8. — С. 89-95.
- Електронний та магнітний стани атомів кисню в монокристалах кремнію / І. В. Плющай, В. А. Макара // Доповiдi Національної академії наук України. — 2009. — № 3. — С. 110—114.
- Комп'ютерне моделювання умов утворення евтектики в системі Hf–HfB / Д. А. Закарян, В. В. Картузов, В. А. Макара, А. В. Хачатрян // Доповiдi Національної академії наук України. — 2010. — № 5. — С. 95-100.
- Електронний, зарядовий та магнітний стани точкових дефектів в монокристалах кремнію / І. В. Плющай, В. А. Макара, О. І. Плющай // Доповiдi Національної академії наук України. — 2011. — № 9. — С. 82-89.
- Синтез бориду Ni23−xAlxB6 реакційним спіканням в умовах високого тиску та температури / В. Г. Кудін, О. С. Осіпов, Н. М. Білявина, В. Я. Марків, В. А. Макара, С. В. Ткач // Доповiдi Національної академії наук України. — 2011. — № 6. — С. 97-101.
- Синтез боридів N23−xMexB6 (Me — Ti, Zr, Hf) методом реакційного спікання в умовах високих тиску й температури / В. Г. Кудін, О. С. Осіпов, Н. М. Білявина, В. Я. Марків, В. А. Макара, В. М. Ткач // Доповiдi Національної академії наук України. — 2011. — № 2. — С. 90-95.
- Определение АФК в присутствии биологически активных веществ по флуоресценции пористого кремния / В. Б. Шевченко, А. И. Даценко, О. В. Шаблыкин, Т. В. Осадчук, А. М. Ляхов, Ю. В. Пивоваренко, В. А. Макара // Український біохімічний журнал. — 2012. — Т. 84, № 4. — С. 74-78.
- Обумовлені дією рентгенівського випромінювання та магнітного поля особливості динамічної поведінки дислокацій у кристалах кремнію / В. А. Макара, Л. П. Стебленко, О. М. Кріт, Д. В. Калініченко, А. М. Курилюк, С. М. Науменко // Доповiдi Національної академії наук України. — 2012. — № 4. — С. 71-74.
- Особливості електронної структури твердих розчинів перехідних металів у хромі / І. В. Плющай, М. І. Захаренко, В. А. Макара, О. І. Плющай // Доповiдi Національної академії наук України. — 2012. — № 6. — С. 84-88.
- Розмірно-залежна петля двофазних станів ізольованої Cu-Ni наночастинки / А. С. Шірінян, Ю. Білогородський, В. А. Макара // Фізика і хімія твердого тіла. — 2013. — Т. 14, № 3. — С. 497—503.
- Магнiтний стан крайової дислокацiї в кремнiї / І. В. Плющай, В. А. Макара, О. І. Плющай // Доповіді Національної академії наук України. — 2013. — № 1. — С. 83-88.
- Електронний стан атомiв кисню в ядрi дислокацiї в кремнiї / І. В. Плющай, В. А. Макара, О. І. Плющай, Т. В. Волкова // Доповіді Національної академії наук України. — 2013. — № 11. — С. 90-95.
- Релаксація магнеточутливих домішок у монокристалічному кремнії / В. А. Макара, Л. П. Стебленко, С. М. Бокоч, А. М. Курилюк, Ю. Л. Кобзар // Металлофизика и новейшие технологии. — 2013. — Т. 35, № 2. — С. 265—278.
- Вплив пластичного деформування на дефектно-домішковий стан та магнітні властивості кремнію (Cz-Si) / В. А. Макара, Л. П. Стебленко, І. В. Плющай, Д. В. Калініченко, А. М. Курилюк, О. М. Кріт, А. К. Мельник // Металлофизика и новейшие технологии. — 2013. — Т. 35, № 3. — С. 359—366.
- Вплив високотемпературного відпалу на структуру та край власного поглинання тонкоплівкового кремнію, легованого оловом / Р. М. Руденко, В. В. Войтович, М. М. Красько, А. Г. Колосюк, А. М. Крайчинський, В. О. Юхимчук, В. А. Макара // Український фізичний журнал. — 2013. — Т. 58, № 8. — С. 770—774.
- Мікроструктура тонких композитних плівок Si−Sn / В. Б. Неймаш, В. М. Порошин, О. М. Кабалдін, В. О. Юхимчук, П. Є. Шепелявий, В. А. Макара, С. Ю. Ларкін // Український фізичний журнал. — 2013. — Т. 58, № 9. — С. 867—873.
- Структура та механічні характеристики реакційно-пресованих композитів системи Ti — B — Al / О. Ю. Попов, О. О. Бобришев, О. Ю. Клепко, В. А. Макара // Фізика і хімія твердого тіла. — 2014. — Т. 15, № 2. — С. 395—400.
- Особливості утворення тугоплавких фаз в системі Al-Сr2О3-B2O3 / О. А. Сівак, М. І. Чередник, І. М. Тоцький, О. Ю. Попов, В. А. Макара // Фізика і хімія твердого тіла. — 2014. — Т. 15, № 4. — С. 780—783.
- Ab initio розрахунок магнітної взаємодії крайової дислокації та домішки кисню в кремнії / І. В. Плющай, О. І. Плющай, В. А. Макара // Металлофизика и новейшие технологии. — 2014. — Т. 36, № 5. — С. 589—596.
- Особливості магнітостимульованої зміни поверхневого електричного потенціалу в кристалах кремнію, що використовуються для потреб сонячної енергетики та мікроелектроніки / В. А. Макара, Л. П. Стебленко, О. О. Коротченков, А. Б. Надточій, Д. В. Калініченко, А. М. Курилюк, Ю. Л. Кобзар, О. М. Кріт, С. М. Науменко // Наносистеми, наноматеріали, нанотехнології. — 2014. — Т. 12, Вип. 2. — С. 247—258.
- Використання термоаналізу для побудови фазових діаграм багатокомпонентних матеріалів / А. С. Шірінян, О. С. Комісаренко, В. А. Макара // Вісник Київського національного університету імені Тараса Шевченка. Серія: Фізико-математичні науки. — 2014. — Вип. 4. — С. 305—312.
- Першопринципне моделювання процесу аморфiзацiї в системi Fe−Zr / І. В. Плющай, В. А. Макара, О. І. Плющай, Т. В. Волкова // Доповіді Національної академії наук України. — 2015. — № 8. — С. 84-88.
- Першопринципний розрахунок рівноважного положення домішки кисню в кремнії / Т. В. Горкавенко, В. А. Макара, І. В. Плющай // Вісник Київського національного університету імені Тараса Шевченка. Серія: Фізико-математичні науки. — 2015. — Вип. 2. — С. 251—254.
- Першопринципний розрахунок рiвноважного положення та електронних спектрiв домiшок кисню i вуглецю в кремнiї / Т. В. Горкавенко, І. В. Плющай, В. А. Макара // Доповіді Національної академії наук України. — 2016. — № 6. — С. 65-71.
- Вплив домішки оксиду ітрію на структуру та властивості металевого гафнію / С. В. Чорнобук, М. І. Чередник, В. А. Макара // Фізика і хімія твердого тіла. — 2016. — Т. 17, № 2. — С. 207—211.
- Ab initio розрахунок взаємодії домішки азоту з крайовою дислокацією в кремнії / Т. В. Горкавенко, І. В. Плющай, О. І. Плющай, В. А. Макара // Вісник Київського національного університету імені Тараса Шевченка. Серія: Фізико-математичні науки. — 2017. — Вип. 1. — С. 103—104.
- The Stabilizing Effect of Magnetic Field for the Shape of Yeast Cells Saccharomyces cerevisiae on Silicon Surface / О. І. Ніжельська, Л. В. Маринченко, В. А. Макара, С. М. Науменко, А. М. Курилюк // Innovative biosystems & bioengineering. — 2018. — Vol. 2, no. 4. — С. 278—286.
- Механохімічний синтез карбіду NiCx з дефектною структурою типу сфалериту / О. І. Наконечна, Н. М. Білявина, М. М. Дашевський, А. М. Курилюк, В. А. Макара // Доповіді Національної академії наук України. — 2019. — № 4. — С. 50-56.
- Магнітні властивості карбіду NiCx з дефектною структурою типу сфалериту / О. І. Наконечна, Н. М. Білявина, Р. В. Остапенко, А. М. Курилюк, В. А. Макара // Доповіді Національної академії наук України. — 2019. — № 6. — С. 36-42.
- Термодинамічні властивості сплавів системи Al—Er / В. С. Судавцова, Л. О. Романова, В. Г. Кудін, В. А. Макара // Адгезия расплавов и пайка материалов. — 2019. — Вып. 52. — С. 99-106.
- Особливості формування фаз NiCx (x ⩽ 0,33) за умов механохімічного легування сумішей Ni-ВНТ і Ni-графіт / О. І. Наконечна, Н. М. Білявина, К. О. Іваненко, А. М. Курилюк, М. Г. Душейко, В. А. Макара // Доповіді Національної академії наук України. — 2020. — № 3. — С. 47-54.

### Авторські свідоцтва на винаходи (у співавторстві)
- 2006 — «Спосіб інтегральної оцінки структурної досконалості кристалів»
- 2009 — «Еліпсометр»
- 2010 — «Спосіб отримання сплаву на основі гафнію»
- 2012 — «Спосіб виготовлення радіаційностійких композитних матеріалів на основі карбідів і боридів за допомогою НВЧ обробки»
- 2012 — «Пристрій для обробки суспензій клітин електромагнітним випромінюванням міліметрового діапазону довжин хвиль нетеплової потужності»
- 2012 — «Спосіб активації чистої культури засівних дріжджів saccharomyces cerevisiae»
- 2014 — «Спосіб підвищення коефіцієнта корисної дії сонячних елементів»
- 2017 — «Спосіб іммобілізації клітин»
- 2019 — «Спосіб фіксації мікроорганізмів»
- 2021 — «Спосіб одержання композитного матеріалу для захисного спорядження» (посмертно)

## Нагороди
- 1987 — Державна премія УРСР в галузі науки і техніки — «за цикл робіт „Розробка фізичних основ міцності ковалентних кристалів і оптимізація на цій основі технологій виготовлення напівпровідникових структур мікроелектроніки“»
- 1998 — премія фондів «Відкрите суспільство» («Соросівський професор»)
- 2000 — почесна грамота Кабінету Міністрів України
- 2004 — почесна грамота Верховної Ради України
- 2005 — заслужений діяч науки і техніки України
- 2009 — заслужений професор КНУ імені Тараса Шевченка
- 2020 — нагрудний знак НАН України «За наукові досягнення» — «за вагомий особистий внесок у розвиток напряму „Фізичне матеріалознавство неоднорідних систем“, за багаторічну сумлінну працю, досягнення у галузі проблем матеріалознавства»